# Chaz Schilens
Chazeray Schilens, detto Chaz (Lancaster, 7 novembre 1985), è un giocatore di football americano statunitense che gioca nel ruolo di wide receiver per i Detroit Lions della National Football League. Fu scelto nel corso del settimo giro (226º assoluto) del Draft NFL 2008 dagli Oakland Raiders. Al college giocò a football alla San Diego State University.

## Carriera professionistica

### Oakland Raiders
Schilens venne scelto al settimo giro del Draft 2008 dai Raiders.. Il 17 luglio 2008 firmò un contratto quadriennale del valore di 1,75 milioni di cui 51.346 dollari di bonus alla firma. Debuttò nella NFL l'8 settembre contro i Denver Broncos. Finì la stagione con 16 partite di cui 6 da titolare, 226 yard su ricezione e 2 touchdown.
Nella sua seconda stagione il 18 agosto 2009 durante un allenamento correndo si ruppe il 5º metatarso del piede sinistro, subì 2 operazioni che lo hanno costrinsero a saltare le prime 8 partite. Finì con 8 partite tutte da titolare, 365 yard su ricezione e 2 TD.
Con l'inizio della stagione successiva iniziò il ritiro non completamente al massimo della forma infatti nel primo giorno durante la sessione pomeridiana di pratica uscì in anticipo dal campo di gioco. Dopo pochi giorni insieme allo staff medico decise di farsi operare al ginocchio. Saltò ben 11 partite della stagione regolare prima di ritornare a giocare, concluse con 5 partite giocate, sole 40 yard su ricezione e un TD realizzato nell'ultima partita contro i rivali dei Kansas City Chiefs.
Nella prima partita di pre-stagione giocata l'11 agosto 2011 contro gli Arizona Cardinals durante un'azione di corsa, si distorse il ginocchio. Tornò ad allenarsi il 4 settembre. Chiuse la stagione con 15 partite di cui 5 da titolare, 271 yards su ricezione e 2 TD.

### New York Jets
Schilens dopo esser diventato free agent firmò coi New York Jets il 18 marzo 2012 un contratto annuale del valore di 700.000 dollari (500.000 garantiti) di cui 65.000 di bonus alla firma. Finì la stagione con 15 partite di cui 6 da titolare, 289 yard su ricezione, 2 TD e un fumble recuperato e uno perso.

### Detroit Lions
Il 24 luglio 2013 firmò un contratto annuale con i Detroit Lions.

## Vittorie e premi
- Nessuno

## Statistiche
| Partite totali         | 59    |
| Partite da titolare    | 25    |
| Yard su ricezione      | 1.191 |
| Touchdown su ricezione | 9     |

Statistiche aggiornate alla stagione 2012